# Bel
Bel (del acadio bēlu), significa Señor o Amo, siendo más un título que un nombre personal. En las lenguas semíticas noroccidentales su equivalente es Ba'al. Su forma femenina es Belit o Bēltu; Señora o Dueña.

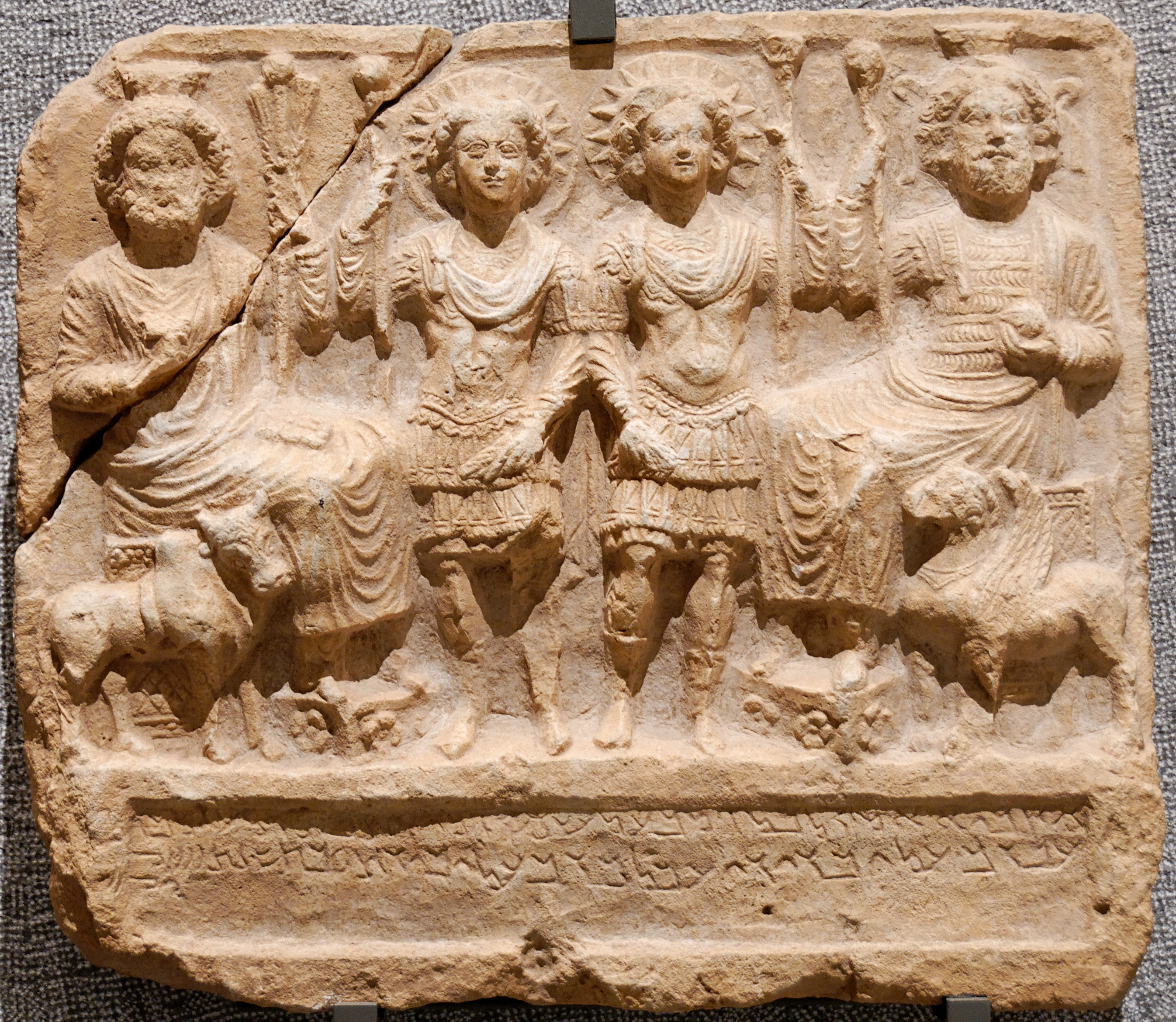
Relieve de Palmira (121 d. C.): Bel, Baalshamin, Malakbel y Aglibol.

## Título divino
En la religión mesopotámica se les aplicó como epíteto a varios dioses. Los autores griegos lo transliteraron como Belo, incorporándolo a su mitología, y pasó al latín con la forma Belus.
En las primeras traducciones, el ideograma que representaba al dios sumerio Enlil era leído como equivalente al acadio Bel; aunque hoy se ha probado que esto es incorrecto, puede hallarse esta equivalencia en los estudios publicados durante el siglo XX. 
Bel fue usado especialmente para designar al dios Marduk, y en tal sentido entra en la composición de varios nombres propios asirios y neo babilónicos. Del mismo modo, Belit fue usado como epíteto de Sarpanit, esposa de Marduk; sin embargo, también su madre conocida como Ninhursag, Damkina o Ninmah y otras divinidades femeninas de origen sumerio fueron llamadas Belit–ili (“Señora de los Dioses”) en acadio.
Durante siglos, otros dioses también recibieron el título de Señor y fueron identificados, total o parcialmente, con Bel Marduk. También el Zeus Belos, mencionado por Sanjuniatón como hijo de Crono, es probable que se refiera a Marduk.

## Menciones literarias
En los textos bíblicos Bel es nombrado en Isaías 46:1, Jeremías 50:2 y 51:44. También en la sección deuterocanónica de Daniel (capítulo 14) se habla de Bel en un contexto satírico. En todos estos casos parece referirse al mismo Marduk anunciando su derrota y humillación como divinidad de los opresores de Israel.
Lucio Flavio Arriano menciona a Bel en el capítulo XVI del libro III de su Anábasis de Alejandro. Alejandro Magno, tras serle entregada la ciudad de Babilonia, ordena la reconstrucción de todos los templos destruidos por Jerjes "en especial el de Bel, a quien los babilonios veneran más que a cualquier otro dios".

## Hallazgos arqueológicos
En la ciudad iraquí de Hatra se encontró una estatua de Bel y en la ciudad de Palmira tenía un santuario que había llegado hasta nuestros días gracias a su conversión, primero en iglesia católica y después en mezquita musulmana.
En esta última ciudad los restos arqueológicos fueron destruidos por el grupo terrorista Estado Islámico en 2015.